# Coenagrion ponticum
Coenagrion ponticum är en trollsländeart som först beskrevs av Aleksandr Nikolaevich Bartenev 1929.  Coenagrion ponticum ingår i släktet blå flicksländor, och familjen sommarflicksländor. IUCN kategoriserar arten globalt som livskraftig. Inga underarter finns listade i Catalogue of Life.